# Sniper: Ghost Warrior
Sniper: Ghost Warrior is een first-person tactical shooter ontwikkeld en uitgegeven door City Interactive op 2 juli 2010 voor Xbox 360 en Microsoft Windows. Een maand later werd het spel ook uitgegeven voor PlayStation 3.
Het spel draait om een sluipschutter, die gestuurd wordt naar een fictief land in Latijns-Amerika om de rebellen te helpen die daar een staatsgreep proberen te plegen bij de strenge dictator.

## Verhaal
Tijdens het spel bestuurt de speler meerdere hoofdpersonen, waaronder sergeant Tyler "Razor Six-Four" Wells, Delta Force lid Cole Anderson en de rebel El Tejon.
De overheid in het fictieve Isla Trueno is overgenomen door een groep gevaarlijke slechteriken. Undercover CIA agent Mike Rodriguez infiltreert de rangen van Generaal Vasquez met het doel om het uiteindelijk de doden en het eiland te bevrijden van het regime.
Tijdens een poging om hem te vermoorden wordt Rodriguez betrapt en gevangengenomen. Hierdoor ontsnapt Vasquez. Na een aantal missies slaagt het team Delta Three, in samenwerking met het sluipschutterteam Razor Six Four, erin om Rodriguez te bevrijden uit een vijandelijk kamp.
Vervolgens moeten Delta Three en Razor Six Four ervoor zorgen dat een cocaïneplantage gebombardeerd wordt. Na de succesvolle bombardering wordt de ontsnappingshelicopter beschoten door vijandelijk vuur, waardoor zij terug moeten trekken. Hierdoor moet Razor Six Four dwars door vijandelijk territorium vluchten, om ergens anders opgepikt te worden.
Rodriguez werkt daarna samen met Wells om de plannen van een kernkop te stelen uit vijandelijke handen. De missie verloopt succesvol, maar agent Rodriguez blijkt een verrader te zijn. Hij neemt de data mee en laat sergeant Wells achter om neergeschoten te worden door vijanden. Vlak daarna redt de rebellenleider El Tejon sergeant Wells. Wells gaat op zoek naar Rodriguez en vermoordt hem om de data terug te pakken.
Omdat de data uiteindelijk incompleet bleek te zijn moet het Alpha Nine team de rest van de data stelen. Samen met Razor Six Four schakelt Alpha Nine Ernesto Salazar, de adviseur van Generaal Vasquez, uit. Na de data ontcijfert te hebben blijkt het de locatie te bevatten van een geheime uraniummijn. Delta Three en Razor Six-Four gaan deze mijn in om de burgers eruit te redden en de mijn te vernietigen.
Om het regime volledig weg te werken krijgt Razor Six-Four de opdracht om een tweede poging te wagen om Vasquez neer te halen. Uiteindelijk lukt dit en sterft Vasquez door een kogel door zijn hoofd.